# Fabergé Museum
Das Fabergé Museum wurde am 9. Mai 2009 vom russischen Kunstsammler Alexander Iwanow in der baden-württembergischen Kurstadt Baden-Baden eröffnet. Es ist das erste Museum, das der Juwelierkunst des russischen Zarenjuweliers Peter Carl Fabergé gewidmet ist.

## Geschichte
Die Firma Fabergé wurde 1842 von Gustav Fabergé in Sankt Petersburg gegründet und wurde 1872 von dessen Sohn Peter Carl Fabergé weitergeführt, war von 1885 bis 1917 der offizielle Ausstatter des russischen kaiserlichen Hofes. Sie lieferte auch luxuriöse Waren an die russische und europäische Aristokratie. Neben den russischen Zaren waren auch die Königin von England und die königliche Familie von Siam (heute Thailand) Kunden von Fabergé. Nach der Oktoberrevolution wurde die Firma Fabergé geschlossen und ihre exquisiten Werke wurden fast vergessen. Fabergé ist in den 1960er-Jahren unter westlichen Sammlern wieder populär geworden. Anfang des 21. Jahrhunderts sind die Preise aufgrund der Nachfrage durch Russen wie Alexander Nikolajewitsch Iwanow, die Gefallen an den schönen Kunstwerken des Erbes ihres Landes finden, gestiegen.

## Museum
Iwanow gab bekannt, dass es rund 17 Mio. Euro gekostet habe, das Museumsgebäude zu kaufen und zu renovieren, inklusive 1 Mio. Euro für das Sicherheitssystem. Er entschied sich für Baden-Baden. Das Städtchen ist „ruhig und schön, in der Mitte von Europa, in der Nähe zu Frankreich und der Schweiz, ein Urlaubsort für die Reichen, und historisch ist es immer der beliebteste Ferienort für die Russen gewesen“, sagt der Kunstsammler.
Aufgrund der Sicherheit entschied er sich für Deutschland. Der Kunstsammler sagte der britischen Zeitung Independent: „Es ist sehr schwierig [in Russland] wegen der vielen administrativen Hürden […] Man muss immer jemandem danken, und man kann nie das Gefühl haben, dass seine Sammlung sicher ist: nicht vor dem Staat, nicht vor Banditen, vor niemandem. Natürlich, in Deutschland geben wir viel Geld für das Sicherheitssystem aus, aber zumindest wissen wir, dass der Staat selbst nichts tun wird.“
In naher Zukunft ist noch eine Erweiterung des Museums vorgesehen; dieser Anschluss würde mehr als 600 Quadratmeter Ausstellungsfläche für europäische Gemälde der alten Meister und präkolumbischen Schmuck aus Mexiko, Costa Rica und Peru bedeuten. Außerdem soll auf mehr als 2000 Quadratmetern Iwanows Oldtimer-Sammlung gezeigt werden.

## Sammlung
In der einzigartigen Sammlung des Museums, die momentan über 1.500 Exponate verfügt, ist das ganze Spektrum von Fabergés Arbeiten vertreten; von einem der berühmten kaiserlichen Ostereier der Zarenfamilie (Birken-Ei) und dem unvollendeten Sternbild-des-Zarewitsch-Ei bis hin zu während des Ersten Weltkrieges entstandenen Schmuckstücken und qualitätsvollen Gegenständen des täglichen Bedarfs. Die ebenfalls berühmten nicht-kaiserlichen Fabergé-Eier stellen nur einen kleinen Teil der Sammlung des Museums dar.
Das größte Exponat der Sammlung des Museums war bis zum Jahr 2014 das Rothschild Fabergé-Ei, das 1902 als Verlobungsgeschenk von Béatrice Ephrussi de Rothschild an die Verlobte ihres Bruders gemacht wurde. Alexander Iwanow kaufte es am 28. November 2007 für ca. 9 Mio. englische Pfund (ca. 12,5 Mio. Euro) beim Auktionshaus Christie’s in London, weil der Kunstsammler glaubte, dass es das „schönste [Werk] aller Zeiten“ unter allen Werken Fabergés sei. 2014 schenkte Alexander Iwanow das Ei der russischen Regierung, seither ist es in der Eremitage in St. Petersburg ausgestellt.
Besonders zu erwähnen als Fabergé-Prunkstück in Baden-Baden ist eine seltene Silberkaraffe in Form eines Hasen sowie das letzte mit Gold und Diamanten verzierte Fabergé-Ei aus karelischer Birke, das für Ostern 1917 angefertigt wurde. Zar Nikolaus II. wurde jedoch abgesetzt, bevor er es seiner Mutter schenken konnte. Nach dem Erwerb des zuvor unbekannten karelischen Eis durch Iwanow haben einige Experten dessen Authentizität bezweifelt. Laut Iwanow seien jedoch Dokumente im russischen Staatsarchiv, die die Authentizität des Eis belegen.

## Namensstreit
Während der ersten zwölf Monate hatte das Fabergé Museum einen Gewinn erwirtschaftet, der deutlich geringer ausfiel als ursprünglich erwartet. Zum großen Teil lag dies wohl an einem Prozess mit der Firma Fabergé Ltd. Denn 2009, nur einen Monat vor der offiziellen Eröffnung des Museums, hatte die auf den Cayman Islands registrierte Fabergé Ltd, die der südafrikanischen Familie Gilbertson gehört, einen Streit über Rechte an der Marke „Fabergé“ initiiert. Während dieses Rechtsstreits durfte das Museum den Namen „Fabergé“ nicht verwenden; das bedeutete keine Werbung, aber auch kein Hinweisschild an der Tür. 2010 wurde der Prozess vor einem deutschen Gericht zugunsten des Fabergé Museums entschieden, und das Museum begann den Namen „Fabergé“ zu nutzen.